# Паркер, Джон, 1-й барон Борингдон
Джон Паркер, 1-й барон Борингдон (англ. John Parker, 1st Baron Boringdon; 1735 — 27 апреля 1788) — британский пэр и член парламента.

## Происхождение
Старший сын Джона Паркера (1703—1768) из Борингдон-Холла, Плимптон и Салтрам-хауса, от его жены Кэтрин Паулетт (1706—1758), на которой он женился в 1725 году, дочери Джона Паулетта, 1-го графа Паулетта, от его жены Бриджит Берти, внучки Монтегю Берти, 2-го графа Линдси. У него была сестра Генриетта Паркер (ум. 1808) и младший брат Монтегю Эдмунд Паркер (1737—1813) из Уайтвей-хауса, недалеко от Чадли (купленного его дедом Джорджем Паркером (ум. 1743), который также купил Салтрам), шерифом Девон в 1789 году, который женился в 1775 году на Чарити Орри (1752—1786), дочери адмирала Пола Орри. Его старшим сыном был Монтегю Эдмунд Паркер (1778—1831), на дочери которого Гарриет Паркер (1809—1897) в 1842 году женился её троюродный брат Эдмунд Паркер, 2-й граф Морли (1810—1864).

## Карьера
Он получил образование в Крайст-Черч в Оксфорде. Джон учился в гимназии Плимптона, директором которой был отец сэра Джошуа Рейнольдса.
Он был избран в Палату общин от Бодмина в 1761 году, это место он занимал до 1762 года, а затем представлял Девон в 1762—1784 годах. В 1784 году Джон Паркер был возведен в звание пэра как барон Борингдон из Борингдона в графстве Девон.
Помимо своей политической карьеры, он также был коллекционером картин в своем доме Салтрам-Хаус в Девоне. Он был избран членом Королевского общества в апреле 1767 года. В 1783 году лошадь Паркера Салтрам выиграла четвёртый забег Дерби.

## Брак и потомство

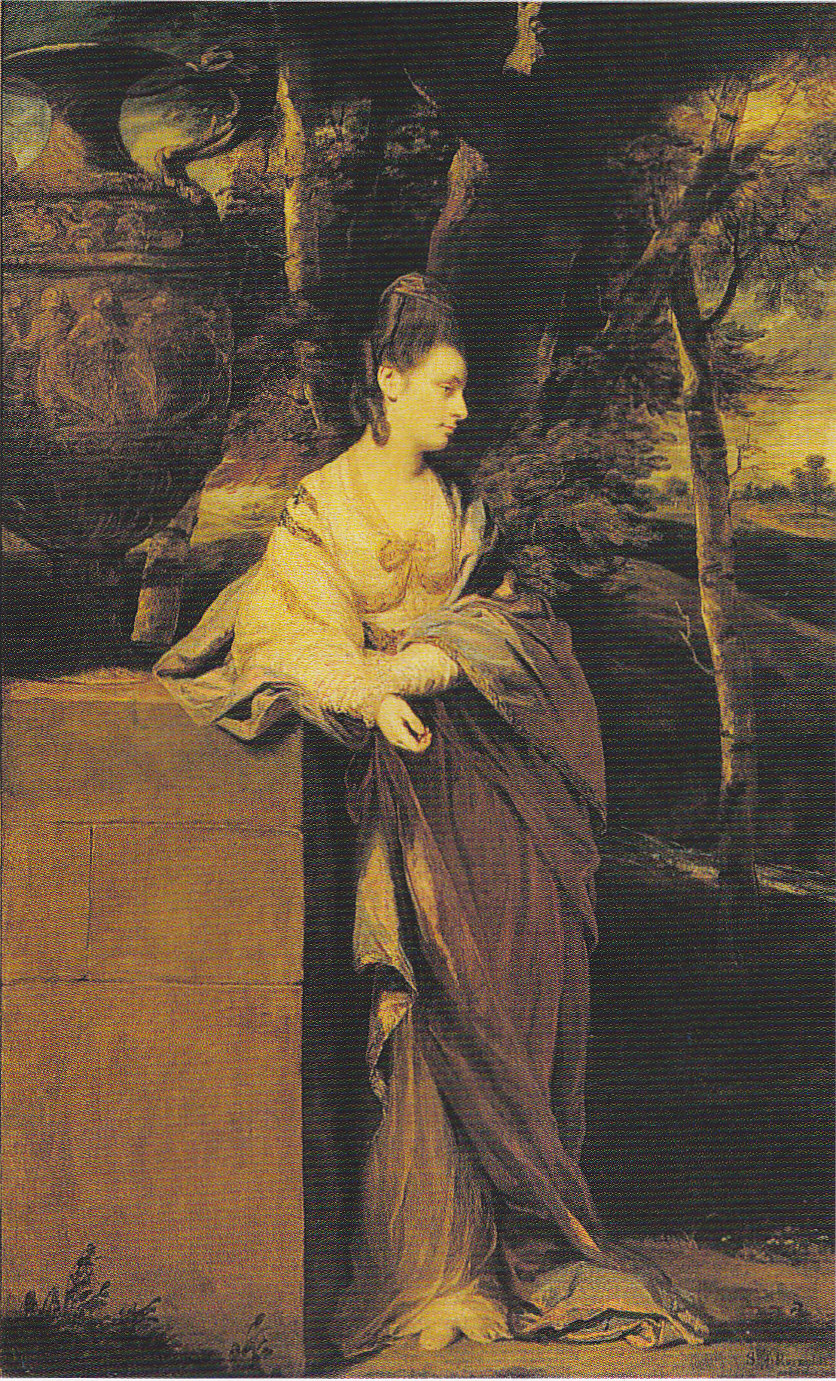
Портрет Терезы Робинсон (1745—1775), второй жены Джона Паркера, 2-го барона Борингдона, и второй дочери Томаса Робинсона, 1-го барона Грэнтэма. Сэр Джошуа Рейнольдс, ок. 1770—1772.

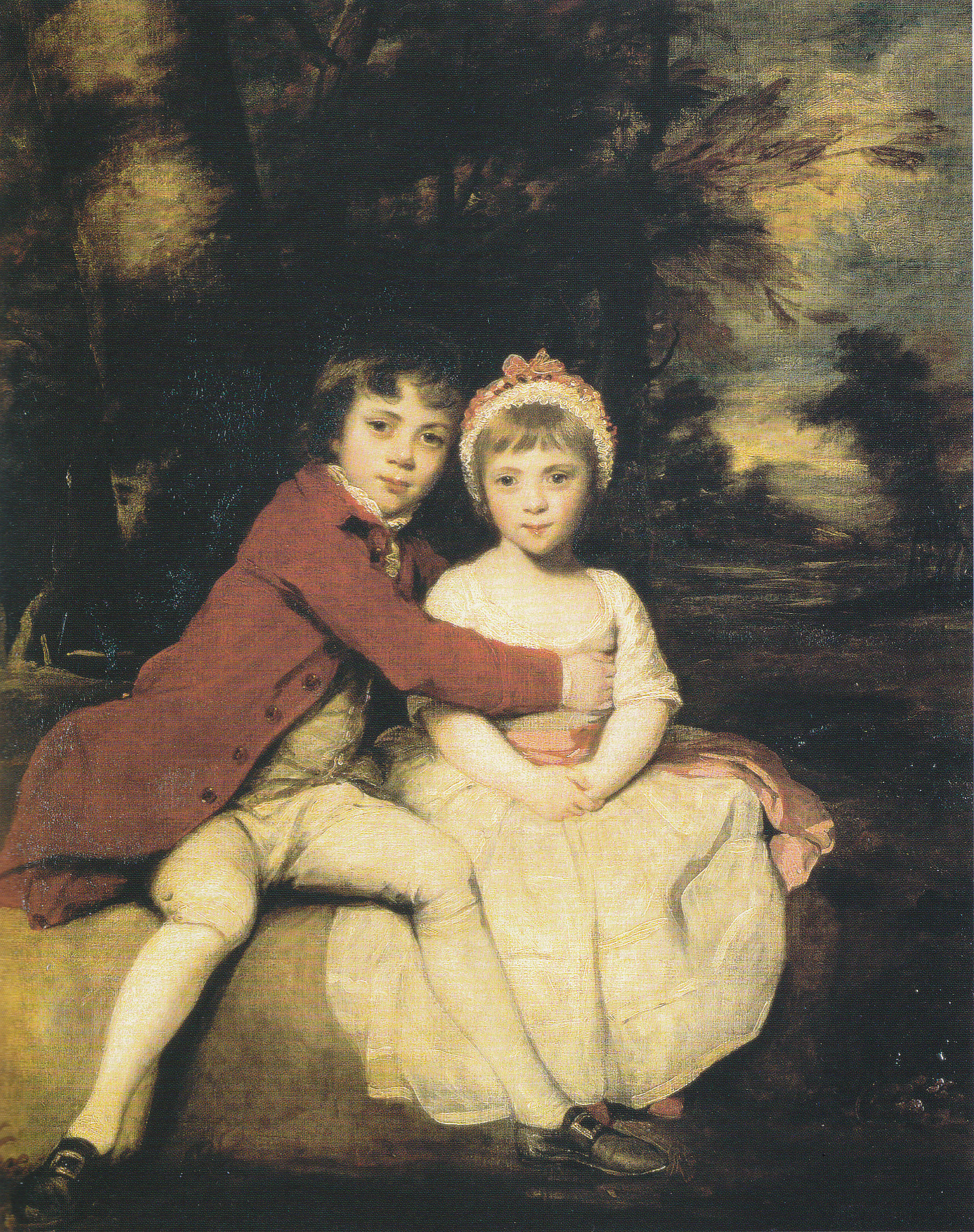
Портрет Джона Паркера, будущего 1-го графа Морли (1772—1840), и его сестры Терезы Паркер, детей Джона Паркера, 1-го барона Борингдона, и Терезы Робинсон. Написан в 1779 году сэром Джошуа Рейнольдсом

Лорд Борингдон был женат дважды. 10 января 1764 года он женился первым браком на Фрэнсис Хорт (? — 1764), дочери преосвященного Джозайи Хорта, архиепископа Туамского, и Элизабет Фицморис. Она умерла позже в том же году, не оставив потомства.
18 мая 1769 года в Лондоне он женился вторым браком на Достопочтенной Терезе Робинсон (1 января 1745 — 21 декабря 1775), второй дочери Томаса Робинсона, 1-го барона Грэнтэма (1695—1770). Лорд Борингдон пережил её на тринадцать лет, и у них родилось двое детей:
- Джон Паркер, 2-й барон Борингдон (3 мая 1772 — 14 марта 1840), стал виконтом Борингдоном и графом Морли в 1815 году
- Достопочтенная Тереза Паркер (29 сентября 1775 — 12 января 1856), в 1798 году вышла замуж за Джорджа Вильерса (1759—1827), младшего сына Томаса Вильерса, 1-го графа Кларендона[5].

## Смерть
Лорд Борингдон умер в апреле 1788 года. Ему наследовал его единственный сын Джон Паркер, 2-й барон Борингдон.